# Tournoi de Londres de rugby à sept 2016
Navigation
2015 2017
Le Tournoi de Londres de rugby à sept 2016 est la dixième et dernière étape de la saison 2015-2016 du World Rugby Sevens Series. Elle se déroule sur deux jours les 21,  et 22 mai 2016 au stade de Twickenham de Londres en Angleterre. L'équipe d'Écosse gagne son premier tournoi, battant en finale l'équipe d'Afrique du Sud sur les scores de 27 à 26. À l'occasion du tournoi, l'équipe des Fidji est sacrée vainqueur des World Rugby Sevens Series pour la deuxième année consécutive.

## Équipes participantes
Seize équipes participent au tournoi (quinze équipes permanentes plus une invitée) :
- Afrique du Sud
- Angleterre
- Argentine
- Australie
- Canada
- Écosse
- États-Unis
- France
- Fidji
- Pays de Galles
- Kenya
- Nouvelle-Zélande
- Portugal
- Russie
- Samoa
- Brésil (invitée)

## Phase de poules

### Poule A
| Rang | Pays           | J | V | N | D | Pm | Pe | Diff | Pts |
| ---- | -------------- | - | - | - | - | -- | -- | ---- | --- |
| 1    | Afrique du Sud | 3 | 3 | 0 | 0 | 57 | 17 | +40  | 9   |
| 2    | États-Unis     | 3 | 1 | 1 | 1 | 34 | 31 | +3   | 6   |
| 3    | Canada         | 3 | 1 | 1 | 1 | 43 | 52 | -9   | 6   |
| 4    | Samoa          | 3 | 0 | 0 | 3 | 24 | 58 | -34  | 3   |

| 22 mai 2016 10 h 14 UTC±00:00 | Samoa | 5 - 12 | États-Unis | Stade de Twickenham, Londres |
| 22 mai 2016 10 h 14 UTC±00:00 |       |        |            | Stade de Twickenham, Londres |
| 22 mai 2016 10 h 14 UTC±00:00 |       |        |            | Stade de Twickenham, Londres |

| 22 mai 2016 10 h 36 UTC±00:00 | Afrique du Sud | 21 - 7 | Canada | Stade de Twickenham, Londres |
| 22 mai 2016 10 h 36 UTC±00:00 |                |        |        | Stade de Twickenham, Londres |
| 22 mai 2016 10 h 36 UTC±00:00 |                |        |        | Stade de Twickenham, Londres |

| 22 mai 2016 13 h 20 UTC±00:00 | Samoa | 19 - 24 | Canada | Stade de Twickenham, Londres |
| 22 mai 2016 13 h 20 UTC±00:00 |       |         |        | Stade de Twickenham, Londres |
| 22 mai 2016 13 h 20 UTC±00:00 |       |         |        | Stade de Twickenham, Londres |

| 22 mai 2016 13 h 42 UTC±00:00 | Afrique du Sud | 14 - 10 | États-Unis | Stade de Twickenham, Londres |
| 22 mai 2016 13 h 42 UTC±00:00 |                |         |            | Stade de Twickenham, Londres |
| 22 mai 2016 13 h 42 UTC±00:00 |                |         |            | Stade de Twickenham, Londres |

| 22 mai 2016 16 h 48 UTC±00:00 | Samoa | 0 - 22 | Afrique du Sud | Stade de Twickenham, Londres |
| 22 mai 2016 16 h 48 UTC±00:00 |       |        |                | Stade de Twickenham, Londres |
| 22 mai 2016 16 h 48 UTC±00:00 |       |        |                | Stade de Twickenham, Londres |

| 22 mai 2016 16 h 26 UTC±00:00 | États-Unis | 12 - 12 | Canada | Stade de Twickenham, Londres |
| 22 mai 2016 16 h 26 UTC±00:00 |            |         |        | Stade de Twickenham, Londres |
| 22 mai 2016 16 h 26 UTC±00:00 |            |         |        | Stade de Twickenham, Londres |

### Poule B
| Rang | Pays           | J | V | N | D | Pm | Pe | Diff | Pts |
| ---- | -------------- | - | - | - | - | -- | -- | ---- | --- |
| 1    | Angleterre     | 3 | 3 | 0 | 0 | 65 | 22 | +43  | 9   |
| 2    | Fidji          | 3 | 2 | 0 | 1 | 78 | 36 | +42  | 7   |
| 3    | Australie      | 2 | 1 | 0 | 1 | 29 | 46 | -17  | 5   |
| 4    | Pays de Galles | 3 | 0 | 0 | 3 | 20 | 88 | -68  | 3   |

| 22 mai 2016 12 h 04 UTC±00:00 | Fidji | 10 - 31 | Angleterre | Stade de Twickenham, Londres |
| 22 mai 2016 12 h 04 UTC±00:00 |       |         |            | Stade de Twickenham, Londres |
| 22 mai 2016 12 h 04 UTC±00:00 |       |         |            | Stade de Twickenham, Londres |

| 22 mai 2016 11 h 42 UTC±00:00 | Australie | 22 - 10 | Pays de Galles | Stade de Twickenham, Londres |
| 22 mai 2016 11 h 42 UTC±00:00 |           |         |                | Stade de Twickenham, Londres |
| 22 mai 2016 11 h 42 UTC±00:00 |           |         |                | Stade de Twickenham, Londres |

| 22 mai 2016 14 h 48 UTC±00:00 | Fidji | 42 - 5 | Pays de Galles | Stade de Twickenham, Londres |
| 22 mai 2016 14 h 48 UTC±00:00 |       |        |                | Stade de Twickenham, Londres |
| 22 mai 2016 14 h 48 UTC±00:00 |       |        |                | Stade de Twickenham, Londres |

| 22 mai 2016 15 h 10 UTC±00:00 | Australie | 7 - 10 | Angleterre | Stade de Twickenham, Londres |
| 22 mai 2016 15 h 10 UTC±00:00 |           |        |            | Stade de Twickenham, Londres |
| 22 mai 2016 15 h 10 UTC±00:00 |           |        |            | Stade de Twickenham, Londres |

| 22 mai 2016 17 h 54 UTC±00:00 | Fidji | 26 - 0 | Australie | Stade de Twickenham, Londres |
| 22 mai 2016 17 h 54 UTC±00:00 |       |        |           | Stade de Twickenham, Londres |
| 22 mai 2016 17 h 54 UTC±00:00 |       |        |           | Stade de Twickenham, Londres |

| 22 mai 2016 18 h 16 UTC±00:00 | Angleterre | 24 - 5 | Pays de Galles | Stade de Twickenham, Londres |
| 22 mai 2016 18 h 16 UTC±00:00 |            |        |                | Stade de Twickenham, Londres |
| 22 mai 2016 18 h 16 UTC±00:00 |            |        |                | Stade de Twickenham, Londres |

### Poule C
| Rang | Pays     | J | V | N | D | Pm | Pe | Diff | Pts |
| ---- | -------- | - | - | - | - | -- | -- | ---- | --- |
| 1    | France   | 3 | 2 | 1 | 0 | 88 | 40 | +48  | 8   |
| 2    | Écosse   | 3 | 2 | 1 | 0 | 69 | 40 | +29  | 8   |
| 3    | Kenya    | 3 | 1 | 0 | 2 | 46 | 70 | -24  | 5   |
| 4    | Portugal | 3 | 0 | 0 | 3 | 45 | 98 | -53  | 3   |

| 22 mai 2016 9 h 30 UTC±00:00 | France | 14 - 14 | Écosse | Stade de Twickenham, Londres |
| 22 mai 2016 9 h 30 UTC±00:00 |        |         |        | Stade de Twickenham, Londres |
| 22 mai 2016 9 h 30 UTC±00:00 |        |         |        | Stade de Twickenham, Londres |

| 22 mai 2016 9 h 52 UTC±00:00 | Kenya | 22 - 17 | Portugal | Stade de Twickenham, Londres |
| 22 mai 2016 9 h 52 UTC±00:00 |       |         |          | Stade de Twickenham, Londres |
| 22 mai 2016 9 h 52 UTC±00:00 |       |         |          | Stade de Twickenham, Londres |

| 22 mai 2016 12 h 36 UTC±00:00 | France | 45 - 14 | Portugal | Stade de Twickenham, Londres |
| 22 mai 2016 12 h 36 UTC±00:00 |        |         |          | Stade de Twickenham, Londres |
| 22 mai 2016 12 h 36 UTC±00:00 |        |         |          | Stade de Twickenham, Londres |

| 22 mai 2016 12 h 58 UTC±00:00 | Kenya | 12 - 24 | Écosse | Stade de Twickenham, Londres |
| 22 mai 2016 12 h 58 UTC±00:00 |       |         |        | Stade de Twickenham, Londres |
| 22 mai 2016 12 h 58 UTC±00:00 |       |         |        | Stade de Twickenham, Londres |

| 22 mai 2016 16 h 04 UTC±00:00 | France | 29 - 12 | Kenya | Stade de Twickenham, Londres |
| 22 mai 2016 16 h 04 UTC±00:00 |        |         |       | Stade de Twickenham, Londres |
| 22 mai 2016 16 h 04 UTC±00:00 |        |         |       | Stade de Twickenham, Londres |

| 22 mai 2016 15 h 42 UTC±00:00 | Écosse | 31 - 14 | Portugal | Stade de Twickenham, Londres |
| 22 mai 2016 15 h 42 UTC±00:00 |        |         |          | Stade de Twickenham, Londres |
| 22 mai 2016 15 h 42 UTC±00:00 |        |         |          | Stade de Twickenham, Londres |

### Poule D
| Rang | Pays             | J | V | N | D | Pm | Pe | Diff | Pts |
| ---- | ---------------- | - | - | - | - | -- | -- | ---- | --- |
| 1    | Nouvelle-Zélande | 3 | 2 | 1 | 0 | 78 | 24 | +54  | 8   |
| 2    | Argentine        | 3 | 2 | 1 | 0 | 64 | 33 | +31  | 8   |
| 3    | Russie           | 3 | 1 | 0 | 2 | 36 | 60 | -24  | 5   |
| 4    | Brésil           | 3 | 0 | 0 | 3 | 12 | 73 | -61  | 3   |

| 22 mai 2016 10 h 58 UTC±00:00 | Argentine | 22 - 12 | Russie | Stade de Twickenham, Londres |
| 22 mai 2016 10 h 58 UTC±00:00 |           |         |        | Stade de Twickenham, Londres |
| 22 mai 2016 10 h 58 UTC±00:00 |           |         |        | Stade de Twickenham, Londres |

| 22 mai 2016 11 h 20 UTC±00:00 | Nouvelle-Zélande | 31 - 0 | Brésil | Stade de Twickenham, Londres |
| 22 mai 2016 11 h 20 UTC±00:00 |                  |        |        | Stade de Twickenham, Londres |
| 22 mai 2016 11 h 20 UTC±00:00 |                  |        |        | Stade de Twickenham, Londres |

| 22 mai 2016 14 h 04 UTC±00:00 | Argentine | 28 - 7 | Brésil | Stade de Twickenham, Londres |
| 22 mai 2016 14 h 04 UTC±00:00 |           |        |        | Stade de Twickenham, Londres |
| 22 mai 2016 14 h 04 UTC±00:00 |           |        |        | Stade de Twickenham, Londres |

| 22 mai 2016 14 h 26 UTC±00:00 | Nouvelle-Zélande | 33 - 10 | Russie | Stade de Twickenham, Londres |
| 22 mai 2016 14 h 26 UTC±00:00 |                  |         |        | Stade de Twickenham, Londres |
| 22 mai 2016 14 h 26 UTC±00:00 |                  |         |        | Stade de Twickenham, Londres |

| 22 mai 2016 17 h 32 UTC±00:00 | Argentine | 14 - 14 | Nouvelle-Zélande | Stade de Twickenham, Londres |
| 22 mai 2016 17 h 32 UTC±00:00 |           |         |                  | Stade de Twickenham, Londres |
| 22 mai 2016 17 h 32 UTC±00:00 |           |         |                  | Stade de Twickenham, Londres |

| 22 mai 2016 17 h 10 UTC±00:00 | Russie | 14 - 5 | Brésil | Stade de Twickenham, Londres |
| 22 mai 2016 17 h 10 UTC±00:00 |        |        |        | Stade de Twickenham, Londres |
| 22 mai 2016 17 h 10 UTC±00:00 |        |        |        | Stade de Twickenham, Londres |

## Phase finale
Résultats de la phase finale. 

### Tournois principaux

#### Cup
|  | Quarts de finale                | Quarts de finale                |                                 |                                 | Demi-finales                    | Demi-finales                    |    |  | Finale                          | Finale                          |
|  | Quarts de finale                | Quarts de finale                |                                 |                                 | Demi-finales                    | Demi-finales                    |    |  | Finale                          | Finale                          |
|  |                                 |                                 |                                 |                                 |                                 |                                 |    |  |                                 |                                 |
|  | 23 mai 2016 - 10 h 58 UTC±00:00 | 23 mai 2016 - 10 h 58 UTC±00:00 |                                 |                                 | 23 mai 2016 - 14 h 48 UTC±00:00 | 23 mai 2016 - 14 h 48 UTC±00:00 |    |  | 23 mai 2016 - 17 h 57 UTC±00:00 | 23 mai 2016 - 17 h 57 UTC±00:00 |
|  | 23 mai 2016 - 10 h 58 UTC±00:00 | 23 mai 2016 - 10 h 58 UTC±00:00 |                                 |                                 | 23 mai 2016 - 14 h 48 UTC±00:00 | 23 mai 2016 - 14 h 48 UTC±00:00 |    |  | 23 mai 2016 - 17 h 57 UTC±00:00 | 23 mai 2016 - 17 h 57 UTC±00:00 |
|  | Afrique du Sud                  | 21                              |                                 |                                 | 23 mai 2016 - 14 h 48 UTC±00:00 | 23 mai 2016 - 14 h 48 UTC±00:00 |    |  | 23 mai 2016 - 17 h 57 UTC±00:00 | 23 mai 2016 - 17 h 57 UTC±00:00 |
|  | Afrique du Sud                  | 21                              |                                 |                                 | 23 mai 2016 - 14 h 48 UTC±00:00 | 23 mai 2016 - 14 h 48 UTC±00:00 |    |  | 23 mai 2016 - 17 h 57 UTC±00:00 | 23 mai 2016 - 17 h 57 UTC±00:00 |
|  | Argentine                       | 19                              |                                 |                                 | 23 mai 2016 - 14 h 48 UTC±00:00 | 23 mai 2016 - 14 h 48 UTC±00:00 |    |  | 23 mai 2016 - 17 h 57 UTC±00:00 | 23 mai 2016 - 17 h 57 UTC±00:00 |
|  | Argentine                       | 19                              | Afrique du Sud                  | 26                              |                                 |                                 |    |  | 23 mai 2016 - 17 h 57 UTC±00:00 | 23 mai 2016 - 17 h 57 UTC±00:00 |
|  | 23 mai 2016 - 11 h 20 UTC±00:00 |                                 | Afrique du Sud                  | 26                              |                                 |                                 |    |  | 23 mai 2016 - 17 h 57 UTC±00:00 | 23 mai 2016 - 17 h 57 UTC±00:00 |
|  |                                 | Fidji                           | 21                              |                                 |                                 |                                 |    |  | 23 mai 2016 - 17 h 57 UTC±00:00 | 23 mai 2016 - 17 h 57 UTC±00:00 |
|  | France                          | Fidji                           | 21                              | 7                               |                                 |                                 |    |  | 23 mai 2016 - 17 h 57 UTC±00:00 | 23 mai 2016 - 17 h 57 UTC±00:00 |
|  | France                          |                                 |                                 | 7                               |                                 |                                 |    |  | 23 mai 2016 - 17 h 57 UTC±00:00 | 23 mai 2016 - 17 h 57 UTC±00:00 |
|  | Fidji                           | 40                              |                                 |                                 |                                 |                                 |    |  | 23 mai 2016 - 17 h 57 UTC±00:00 | 23 mai 2016 - 17 h 57 UTC±00:00 |
|  | Fidji                           | 40                              | Afrique du Sud                  | 26                              |                                 |                                 |    |  |                                 |                                 |
|  | 23 mai 2016 - 11 h 42 UTC±00:00 |                                 | Afrique du Sud                  | 26                              |                                 |                                 |    |  |                                 |                                 |
|  |                                 | Écosse                          | 27                              |                                 |                                 |                                 |    |  |                                 |                                 |
|  | Nouvelle-Zélande                | Écosse                          | 27                              | 14                              |                                 |                                 |    |  |                                 |                                 |
|  | Nouvelle-Zélande                | 23 mai 2016 - 15 h 10 UTC±00:00 |                                 | 14                              |                                 |                                 |    |  |                                 |                                 |
|  | États-Unis                      | 42                              |                                 |                                 |                                 |                                 |    |  |                                 |                                 |
|  | États-Unis                      | 42                              | États-Unis                      | 14                              |                                 |                                 |    |  |                                 |                                 |
|  | 23 mai 2016 - 12 h 04 UTC±00:00 | 23 mai 2016 - 12 h 04 UTC±00:00 | États-Unis                      | 14                              | Match pour la 3e place          | Match pour la 3e place          |    |  |                                 |                                 |
|  | 23 mai 2016 - 12 h 04 UTC±00:00 | 23 mai 2016 - 12 h 04 UTC±00:00 |                                 | Écosse                          | Match pour la 3e place          | Match pour la 3e place          | 24 |  |                                 |                                 |
|  | Angleterre                      | 0                               | 23 mai 2016 - 17 h 32 UTC±00:00 | 23 mai 2016 - 17 h 32 UTC±00:00 |                                 |                                 | 24 |  |                                 |                                 |
|  | Angleterre                      | 0                               | 23 mai 2016 - 17 h 32 UTC±00:00 | 23 mai 2016 - 17 h 32 UTC±00:00 |                                 |                                 |    |  |                                 |                                 |
|  | Écosse                          | 17                              |                                 | Fidji                           | 19                              |                                 |    |  |                                 |                                 |
|  | Écosse                          | 17                              |                                 | Fidji                           | 19                              |                                 |    |  |                                 |                                 |
|  |                                 |                                 |                                 |                                 |                                 |                                 |    |  | États-Unis                      | 26                              |
|  |                                 |                                 |                                 |                                 |                                 |                                 |    |  | États-Unis                      | 26                              |

#### Bowl
|  | Quarts de finale                | Quarts de finale                |                |    | Demi-finales                    | Demi-finales                    |  |  | Finale                          | Finale                          |
|  | Quarts de finale                | Quarts de finale                |                |    | Demi-finales                    | Demi-finales                    |  |  | Finale                          | Finale                          |
|  |                                 |                                 |                |    |                                 |                                 |  |  |                                 |                                 |
|  | 23 mai 2016 - 9 h 30 UTC±00:00  | 23 mai 2016 - 9 h 30 UTC±00:00  |                |    | 23 mai 2016 - 13 h 20 UTC±00:00 | 23 mai 2016 - 13 h 20 UTC±00:00 |  |  | 23 mai 2016 - 16 h 32 UTC±00:00 | 23 mai 2016 - 16 h 32 UTC±00:00 |
|  | 23 mai 2016 - 9 h 30 UTC±00:00  | 23 mai 2016 - 9 h 30 UTC±00:00  |                |    | 23 mai 2016 - 13 h 20 UTC±00:00 | 23 mai 2016 - 13 h 20 UTC±00:00 |  |  | 23 mai 2016 - 16 h 32 UTC±00:00 | 23 mai 2016 - 16 h 32 UTC±00:00 |
|  | Canada                          | 19                              |                |    | 23 mai 2016 - 13 h 20 UTC±00:00 | 23 mai 2016 - 13 h 20 UTC±00:00 |  |  | 23 mai 2016 - 16 h 32 UTC±00:00 | 23 mai 2016 - 16 h 32 UTC±00:00 |
|  | Canada                          | 19                              |                |    | 23 mai 2016 - 13 h 20 UTC±00:00 | 23 mai 2016 - 13 h 20 UTC±00:00 |  |  | 23 mai 2016 - 16 h 32 UTC±00:00 | 23 mai 2016 - 16 h 32 UTC±00:00 |
|  | Brésil                          | 7                               |                |    | 23 mai 2016 - 13 h 20 UTC±00:00 | 23 mai 2016 - 13 h 20 UTC±00:00 |  |  | 23 mai 2016 - 16 h 32 UTC±00:00 | 23 mai 2016 - 16 h 32 UTC±00:00 |
|  | Brésil                          | 7                               | Canada         | 17 |                                 |                                 |  |  | 23 mai 2016 - 16 h 32 UTC±00:00 | 23 mai 2016 - 16 h 32 UTC±00:00 |
|  | 23 mai 2016 - 9 h 52 UTC±00:00  |                                 | Canada         | 17 |                                 |                                 |  |  | 23 mai 2016 - 16 h 32 UTC±00:00 | 23 mai 2016 - 16 h 32 UTC±00:00 |
|  |                                 | Pays de Galles                  | 21             |    |                                 |                                 |  |  | 23 mai 2016 - 16 h 32 UTC±00:00 | 23 mai 2016 - 16 h 32 UTC±00:00 |
|  | Kenya                           | Pays de Galles                  | 21             | 19 |                                 |                                 |  |  | 23 mai 2016 - 16 h 32 UTC±00:00 | 23 mai 2016 - 16 h 32 UTC±00:00 |
|  | Kenya                           |                                 |                | 19 |                                 |                                 |  |  | 23 mai 2016 - 16 h 32 UTC±00:00 | 23 mai 2016 - 16 h 32 UTC±00:00 |
|  | Pays de Galles                  | 21                              |                |    |                                 |                                 |  |  | 23 mai 2016 - 16 h 32 UTC±00:00 | 23 mai 2016 - 16 h 32 UTC±00:00 |
|  | Pays de Galles                  | 21                              | Pays de Galles | 24 |                                 |                                 |  |  |                                 |                                 |
|  | 23 mai 2016 - 10 h 14 UTC±00:00 |                                 | Pays de Galles | 24 |                                 |                                 |  |  |                                 |                                 |
|  |                                 | Australie                       | 19             |    |                                 |                                 |  |  |                                 |                                 |
|  | Russie                          | Australie                       | 19             | 17 |                                 |                                 |  |  |                                 |                                 |
|  | Russie                          | 23 mai 2016 - 13 h 42 UTC±00:00 |                | 17 |                                 |                                 |  |  |                                 |                                 |
|  | Samoa                           | 22                              |                |    |                                 |                                 |  |  |                                 |                                 |
|  | Samoa                           | 22                              | Samoa          | 21 |                                 |                                 |  |  |                                 |                                 |
|  | 23 mai 2016 - 10 h 36 UTC±00:00 |                                 | Samoa          | 21 |                                 |                                 |  |  |                                 |                                 |
|  |                                 | Australie                       | 22             |    |                                 |                                 |  |  |                                 |                                 |
|  | Australie                       | Australie                       | 22             | 17 |                                 |                                 |  |  |                                 |                                 |
|  | Australie                       |                                 |                | 17 |                                 |                                 |  |  |                                 |                                 |
|  | Portugal                        | 12                              |                |    |                                 |                                 |  |  |                                 |                                 |
|  | Portugal                        | 12                              |                |    |                                 |                                 |  |  |                                 |                                 |

### Matchs de classement

#### Plate
|  | Demi-finales                    | Demi-finales                    |           |    | Finale                          | Finale                          |
|  | Demi-finales                    | Demi-finales                    |           |    | Finale                          | Finale                          |
|  |                                 |                                 |           |    |                                 |                                 |
|  | 23 mai 2016 - 12 h 36 UTC±00:00 | 23 mai 2016 - 12 h 36 UTC±00:00 |           |    | 23 mai 2016 - 16 h 02 UTC±00:00 | 23 mai 2016 - 16 h 02 UTC±00:00 |
|  | 23 mai 2016 - 12 h 36 UTC±00:00 | 23 mai 2016 - 12 h 36 UTC±00:00 |           |    | 23 mai 2016 - 16 h 02 UTC±00:00 | 23 mai 2016 - 16 h 02 UTC±00:00 |
|  | Argentine                       | 31                              |           |    | 23 mai 2016 - 16 h 02 UTC±00:00 | 23 mai 2016 - 16 h 02 UTC±00:00 |
|  | Argentine                       | 31                              |           |    | 23 mai 2016 - 16 h 02 UTC±00:00 | 23 mai 2016 - 16 h 02 UTC±00:00 |
|  | France                          | 5                               |           |    | 23 mai 2016 - 16 h 02 UTC±00:00 | 23 mai 2016 - 16 h 02 UTC±00:00 |
|  | France                          | 5                               | Argentine | 14 |                                 |                                 |
|  | 23 mai 2016 - 12 h 58 UTC±00:00 |                                 | Argentine | 14 |                                 |                                 |
|  |                                 | Nouvelle-Zélande                | 29        |    |                                 |                                 |
|  | Nouvelle-Zélande                | Nouvelle-Zélande                | 29        | 35 |                                 |                                 |
|  | Nouvelle-Zélande                |                                 |           | 35 |                                 |                                 |
|  | Angleterre                      | 10                              |           |    |                                 |                                 |
|  | Angleterre                      | 10                              |           |    |                                 |                                 |

#### Shield
|  | Demi-finales                    | Demi-finales                    |       |    | Finale                          | Finale                          |
|  | Demi-finales                    | Demi-finales                    |       |    | Finale                          | Finale                          |
|  |                                 |                                 |       |    |                                 |                                 |
|  | 23 mai 2016 - 14 h 04 UTC±00:00 | 23 mai 2016 - 14 h 04 UTC±00:00 |       |    | 23 mai 2016 - 17 h 02 UTC±00:00 | 23 mai 2016 - 17 h 02 UTC±00:00 |
|  | 23 mai 2016 - 14 h 04 UTC±00:00 | 23 mai 2016 - 14 h 04 UTC±00:00 |       |    | 23 mai 2016 - 17 h 02 UTC±00:00 | 23 mai 2016 - 17 h 02 UTC±00:00 |
|  | Brésil                          | 5                               |       |    | 23 mai 2016 - 17 h 02 UTC±00:00 | 23 mai 2016 - 17 h 02 UTC±00:00 |
|  | Brésil                          | 5                               |       |    | 23 mai 2016 - 17 h 02 UTC±00:00 | 23 mai 2016 - 17 h 02 UTC±00:00 |
|  | Kenya                           | 38                              |       |    | 23 mai 2016 - 17 h 02 UTC±00:00 | 23 mai 2016 - 17 h 02 UTC±00:00 |
|  | Kenya                           | 38                              | Kenya | 31 |                                 |                                 |
|  | 23 mai 2016 - 14 h 26 UTC±00:00 |                                 | Kenya | 31 |                                 |                                 |
|  |                                 | Russie                          | 7     |    |                                 |                                 |
|  | Russie                          | Russie                          | 7     | 26 |                                 |                                 |
|  | Russie                          |                                 |       | 26 |                                 |                                 |
|  | Portugal                        | 7                               |       |    |                                 |                                 |
|  | Portugal                        | 7                               |       |    |                                 |                                 |

## Bilan
Statistiques sportives
- Meilleur marqueur d'essais du tournoi :  Rieko Ioane ( Nouvelle-Zélande) avec 10 essais[4]

Affluences